# 190139 Hansküng
190139 Hansküng è un asteroide della fascia principale. Scoperto nel 2005, presenta un'orbita caratterizzata da un semiasse maggiore pari a 2,1947263 UA e da un'eccentricità di 0,1098161, inclinata di 4,79908° rispetto all'eclittica.